# Ріанґабар
Ріанґабар — вигаданий сучасним українським письменником Юрієм Винничуком ірландський поет, який нібито 1240 року був свідком сплюндрування Києва військами Батия та описав ці події у вірші-ламентації «Плач над градом Кия».
Винничук опублікував свій «переклад» цього вірша спочатку в газеті «Літературна Україна» (1982), а потім — у журналі «Жовтень» (1984, № 9). Містифікація виявилася настільки переконливою, що згадка про Ріанґабара та його текст як правдиву пам'ятку навіть потрапила до статті «Ірландська література» в Українській літературній енциклопедії.